# Poker Masters 2022

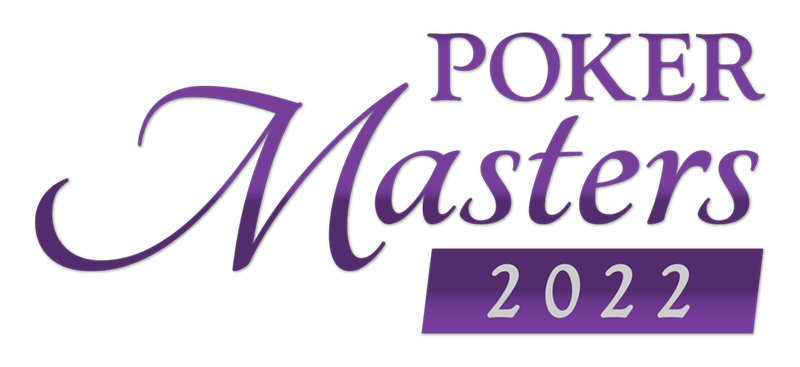
Logo der Poker Masters 2022

Die Poker Masters 2022 waren die siebte Austragung dieser Pokerturnierserie und wurden von Poker Central veranstaltet. Die zehn High-Roller-Turniere mit Buy-ins von mindestens 10.000 US-Dollar wurden vom 21. September bis 3. Oktober 2022 im PokerGO Studio im Aria Resort & Casino in Paradise am Las Vegas Strip ausgespielt.

## Struktur

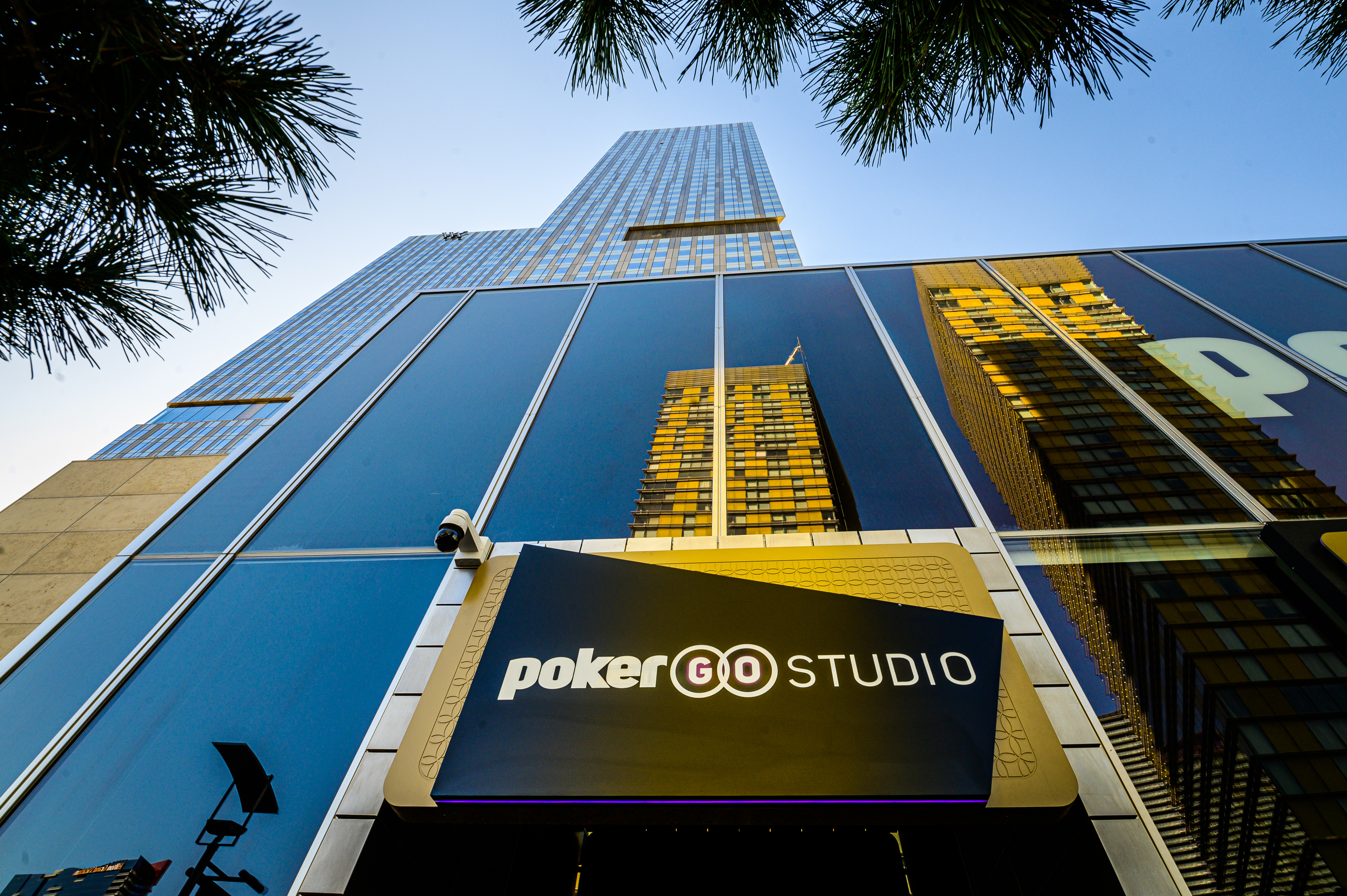
Das PokerGO Studio im Aria Resort & Casino (2019)

Sieben der zehn Turniere wurden in der Variante No Limit Hold’em ausgetragen. Zwei Events wurden in Pot Limit Omaha sowie ein Event in 8-Game gespielt. Aufgrund des hohen Buy-ins waren bei den Turnieren lediglich die weltbesten Pokerspieler sowie reiche Geschäftsmänner anzutreffen. Sean Winter sammelte über alle Turniere hinweg die meisten Punkte und erhielt ein violettes Sakko, das sogenannte Poker Masters Purple Jacket™, sowie 50.000 US-Dollar. Die Turnierserie war Teil der PokerGO Tour, die über das Kalenderjahr 2022 lief. Die meisten Finaltische dieser Tour, u. a. alle der Poker Masters, wurden auf der Streaming-Plattform PokerGO gezeigt, auf der ein kostenpflichtiges Abonnement nötig ist. Darüber hinaus wurde die erste Stunde der Finaltische live und kostenlos auf dem YouTube-Kanal von PokerGO übertragen.

## Turniere

### Übersicht
| #  | Turnierbeginn | Buy-in (in $) | Variante         | Teilnehmer | Sieger               | Herkunft               | Preisgeld (in $) |
| -- | ------------- | ------------- | ---------------- | ---------- | -------------------- | ---------------------- | ---------------- |
| 1  | 21. Sep. 2022 | 10.000        | No Limit Hold’em | 85         | Jeremy Ausmus        | Vereinigte Staaten     | 204.000          |
| 2  | 22. Sep. 2022 | 10.000        | No Limit Hold’em | 76         | Ethan Yau            | Vereinigte Staaten     | 197.600          |
| 3  | 23. Sep. 2022 | 10.000        | Pot Limit Omaha  | 81         | Ronald Keijzer       | Niederlande            | 202.500          |
| 4  | 24. Sep. 2022 | 10.000        | No Limit Hold’em | 73         | Adam Hendrix         | Vereinigte Staaten     | 192.400          |
| 5  | 26. Sep. 2022 | 10.000        | 8-Game           | 62         | Nick Guagenti        | Vereinigte Staaten     | 186.000          |
| 6  | 27. Sep. 2022 | 10.000        | No Limit Hold’em | 97         | Martin Zamani        | Vereinigte Staaten     | 223.100          |
| 7  | 28. Sep. 2022 | 25.000        | No Limit Hold’em | 69         | Andrew Lichtenberger | Vereinigte Staaten     | 465.750          |
| 8  | 29. Sep. 2022 | 25.000        | Pot Limit Omaha  | 40         | Tony Bloom           | Vereinigtes Konigreich | 360.000          |
| 9  | 30. Sep. 2022 | 25.000        | No Limit Hold’em | 54         | Sean Winter          | Vereinigte Staaten     | 432.000          |
| 10 | 1. Okt. 2022  | 50.000        | No Limit Hold’em | 37         | Jason Koon           | Vereinigte Staaten     | 666.000          |

### #1 – No Limit Hold’em
Das erste Event wurde am 21. und 22. September 2022 in No Limit Hold’em gespielt. 85 Teilnehmer zahlten den Buy-in von 10.000 US-Dollar.
| Platz | Herkunft           | Spieler         | Preisgeld (in $) | Punkte |
| ----- | ------------------ | --------------- | ---------------- | ------ |
| 1     | Vereinigte Staaten | Jeremy Ausmus   | 204.000          | 204    |
| 2     | Vereinigte Staaten | Nick Schulman   | 144.500          | 145    |
| 3     | Vereinigte Staaten | Erik Seidel     | 102.000          | 102    |
| 4     | Vereinigte Staaten | Anthony Hu      | 085.000          | 085    |
| 5     | Singapur           | Jacky Wang      | 068.000          | 068    |
| 6     | Vereinigte Staaten | Cole Ferraro    | 051.000          | 051    |
| 7     | Vereinigte Staaten | Cary Katz       | 042.500          | 043    |
| 8     | Spanien            | Sergio Aido     | 034.000          | 034    |
| 9     | Vereinigte Staaten | Michael Jozoff  | 034.000          | 034    |
| 10    | Vereinigte Staaten | Matthew Wantman | 025.500          | 026    |
| 11    | Japan              | Masashi Oya     | 025.500          | 026    |
| 12    | Vereinigte Staaten | Kristina Holst  | 017.000          | 017    |
| 13    | Vereinigte Staaten | Ben Yu          | 017.000          | 017    |

### #2 – No Limit Hold’em
Das zweite Event wurde am 22. und 23. September 2022 in No Limit Hold’em gespielt. 76 Teilnehmer zahlten den Buy-in von 10.000 US-Dollar.
| Platz | Herkunft               | Spieler             | Preisgeld (in $) | Punkte |
| ----- | ---------------------- | ------------------- | ---------------- | ------ |
| 1     | Vereinigte Staaten     | Ethan Yau           | 197.600          | 198    |
| 2     | Vereinigte Staaten     | Alex Foxen          | 144.400          | 145    |
| 3     | Vereinigte Staaten     | Stephen Song        | 098.800          | 099    |
| 4     | Vereinigte Staaten     | Michael Brinkenhoff | 076.000          | 076    |
| 5     | Vereinigte Staaten     | Dylan DeStefano     | 060.800          | 061    |
| 6     | Japan                  | Masashi Oya         | 045.600          | 046    |
| 7     | Vereinigte Staaten     | Jeremy Ausmus       | 038.000          | 038    |
| 8     | Singapur               | Jacky Wang          | 030.400          | 030    |
| 9     | Kanada                 | Daniel Negreanu     | 022.800          | 023    |
| 10    | Vereinigte Staaten     | Corey Wade          | 022.800          | 023    |
| 11    | Vereinigtes Konigreich | Stephen Chidwick    | 022.800          | 023    |

### #3 – Pot Limit Omaha
Das dritte Event wurde am 23. und 24. September 2022 in Pot Limit Omaha gespielt. 81 Teilnehmer zahlten den Buy-in von 10.000 US-Dollar.
| Platz | Herkunft           | Spieler           | Preisgeld (in $) | Punkte |
| ----- | ------------------ | ----------------- | ---------------- | ------ |
| 1     | Niederlande        | Ronald Keijzer    | 202.500          | 203    |
| 2     | Vereinigte Staaten | Ben Lamb          | 145.800          | 146    |
| 3     | Kanada             | Alex Livingston   | 097.200          | 097    |
| 4     | Serbien            | Damjan Radanov    | 081.000          | 081    |
| 5     | Vereinigte Staaten | Allan Le          | 064.800          | 065    |
| 6     | Vereinigte Staaten | Dan Shak          | 048.600          | 049    |
| 7     | Vereinigte Staaten | Jared Bleznick    | 040.500          | 041    |
| 8     | Vereinigte Staaten | Samantha Perryman | 032.400          | 032    |
| 9     | Vereinigte Staaten | Sam Soverel       | 032.400          | 032    |
| 10    | Vereinigte Staaten | Nathan Zimnik     | 024.300          | 024    |
| 11    | Vereinigte Staaten | Adam Hendrix      | 024.300          | 024    |
| 12    | Vereinigte Staaten | Nick Schulman     | 016.200          | 016    |

### #4 – No Limit Hold’em
Das vierte Event wurde vom 24. bis 26. September 2022 in No Limit Hold’em gespielt. 73 Teilnehmer zahlten den Buy-in von 10.000 US-Dollar.
| Platz | Herkunft               | Spieler            | Preisgeld (in $) | Punkte |
| ----- | ---------------------- | ------------------ | ---------------- | ------ |
| 1     | Vereinigte Staaten     | Adam Hendrix       | 192.400          | 192    |
| 2     | Vereinigte Staaten     | Nate Silver        | 140.600          | 141    |
| 3     | Kanada                 | Xuan Liu           | 096.200          | 096    |
| 4     | Vereinigte Staaten     | Victoria Livschitz | 074.000          | 074    |
| 5     | Vereinigte Staaten     | Edward Sebesta     | 059.200          | 059    |
| 6     | Vereinigte Staaten     | Erik Seidel        | 044.400          | 044    |
| 7     | Vereinigte Staaten     | Justin Young       | 036.500          | 037    |
| 8     | Vereinigte Staaten     | Nick Schulman      | 029.200          | 029    |
| 9     | Vereinigtes Konigreich | Billy Wragg        | 021.900          | 022    |
| 10    | Vereinigte Staaten     | Rodney Turvin      | 021.900          | 022    |
| 11    | Vereinigte Staaten     | Chris Brewer       | 021.900          | 022    |

### #5 – 8-Game
Das fünfte Event wurde am 26. und 27. September 2022 in 8-Game gespielt. 62 Teilnehmer zahlten den Buy-in von 10.000 US-Dollar.
| Platz | Herkunft           | Spieler          | Preisgeld (in $) | Punkte |
| ----- | ------------------ | ---------------- | ---------------- | ------ |
| 1     | Vereinigte Staaten | Nick Guagenti    | 186.000          | 186    |
| 2     | Vereinigte Staaten | Cary Katz        | 124.000          | 124    |
| 3     | Vereinigte Staaten | Benjamin Diebold | 086.800          | 087    |
| 4     | Vereinigte Staaten | Steve Zolotow    | 062.000          | 062    |
| 5     | Kanada             | Alex Livingston  | 049.600          | 050    |
| 6     | Hongkong           | Jacky Wang       | 037.200          | 037    |
| 7     | Vereinigte Staaten | Brian Rast       | 031.000          | 031    |
| 8     | Vereinigte Staaten | Matthew Gonzales | 024.800          | 025    |
| 9     | Vereinigte Staaten | Andrew Brown     | 018.600          | 019    |

### #6 – No Limit Hold’em
Das sechste Event wurde am 27. und 28. September 2022 in No Limit Hold’em gespielt. 97 Teilnehmer zahlten den Buy-in von 10.000 US-Dollar.
| Platz | Herkunft           | Spieler            | Preisgeld (in $) | Punkte |
| ----- | ------------------ | ------------------ | ---------------- | ------ |
| 1     | Vereinigte Staaten | Martin Zamani      | 223.100          | 223    |
| 2     | Vereinigte Staaten | Jared Jaffee       | 155.200          | 155    |
| 3     | Vereinigte Staaten | Justin Saliba      | 116.400          | 116    |
| 4     | Vereinigte Staaten | Matthew Wantman    | 097.000          | 097    |
| 5     | Vereinigte Staaten | Anthony Hu         | 077.600          | 078    |
| 6     | Japan              | Masashi Oya        | 058.200          | 058    |
| 7     | Vereinigte Staaten | Ken Aldridge       | 048.500          | 049    |
| 8     | Vereinigte Staaten | Jesse Lonis        | 038.800          | 039    |
| 9     | Vereinigte Staaten | Dan Shak           | 038.800          | 039    |
| 10    | Vereinigte Staaten | Ben Yu             | 029.100          | 029    |
| 11    | Vereinigte Staaten | James Collopy      | 029.100          | 029    |
| 12    | Vereinigte Staaten | Mitchell Halverson | 019.400          | 019    |
| 13    | Vereinigte Staaten | John Riordan       | 019.400          | 019    |
| 14    | Israel             | Amir Lehavot       | 019.400          | 019    |

### #7 – No Limit Hold’em
Das siebte Event wurde am 28. und 29. September 2022 in No Limit Hold’em gespielt. 69 Teilnehmer zahlten den Buy-in von 25.000 US-Dollar.
| Platz | Herkunft               | Spieler              | Preisgeld (in $) | Punkte |
| ----- | ---------------------- | -------------------- | ---------------- | ------ |
| 1     | Vereinigte Staaten     | Andrew Lichtenberger | 465.750          | 279    |
| 2     | Vereinigte Staaten     | Sean Winter          | 345.000          | 207    |
| 3     | Japan                  | Kazuhiko Yotsushika  | 224.250          | 135    |
| 4     | Vereinigte Staaten     | Cary Katz            | 172.500          | 104    |
| 5     | Vereinigte Staaten     | Chance Kornuth       | 138.000          | 083    |
| 6     | Vereinigtes Konigreich | Billy Wragg          | 103.500          | 062    |
| 7     | Vereinigte Staaten     | Brian Rast           | 086.250          | 052    |
| 8     | Vereinigte Staaten     | Erik Seidel          | 069.000          | 041    |
| 9     | Vereinigte Staaten     | Isaac Kempton        | 069.000          | 041    |
| 10    | Vereinigte Staaten     | Bill Klein           | 051.750          | 031    |

### #8 – Pot Limit Omaha

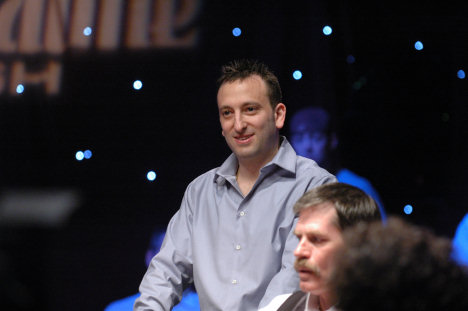
Tony Bloom (2005)

Das achte Event wurde am 29. und 30. September 2022 in Pot Limit Omaha gespielt. 40 Teilnehmer zahlten den Buy-in von 25.000 US-Dollar.
| Platz | Herkunft               | Spieler         | Preisgeld (in $) | Punkte |
| ----- | ---------------------- | --------------- | ---------------- | ------ |
| 1     | Vereinigtes Konigreich | Tony Bloom      | 360.000          | 216    |
| 2     | Kanada                 | Alex Livingston | 240.000          | 144    |
| 3     | Vereinigte Staaten     | John Riordan    | 160.000          | 096    |
| 4     | Vereinigte Staaten     | Isaac Kempton   | 110.000          | 066    |
| 5     | Vereinigte Staaten     | Matthew Wantman | 080.000          | 048    |
| 6     | Vereinigte Staaten     | Sam Soverel     | 050.000          | 030    |

### #9 – No Limit Hold’em
Das neunte Event wurde am 30. September und 1. Oktober 2022 in No Limit Hold’em gespielt. 54 Teilnehmer zahlten den Buy-in von 25.000 US-Dollar.
| Platz | Herkunft           | Spieler            | Preisgeld (in $) | Punkte |
| ----- | ------------------ | ------------------ | ---------------- | ------ |
| 1     | Vereinigte Staaten | Sean Winter        | 432.000          | 259    |
| 2     | Vereinigte Staaten | Nick Schulman      | 283.500          | 170    |
| 3     | Vereinigte Staaten | Justin Bonomo      | 189.000          | 113    |
| 4     | Vereinigte Staaten | Seth Davies        | 135.000          | 081    |
| 5     | Vereinigte Staaten | Brian Rast         | 108.000          | 065    |
| 6     | Vereinigte Staaten | Jason Koon         | 081.000          | 049    |
| 7     | Vereinigte Staaten | Daniel Colpoys     | 067.500          | 041    |
| 8     | Vereinigte Staaten | Victoria Livschitz | 054.000          | 032    |

### #10 – No Limit Hold’em

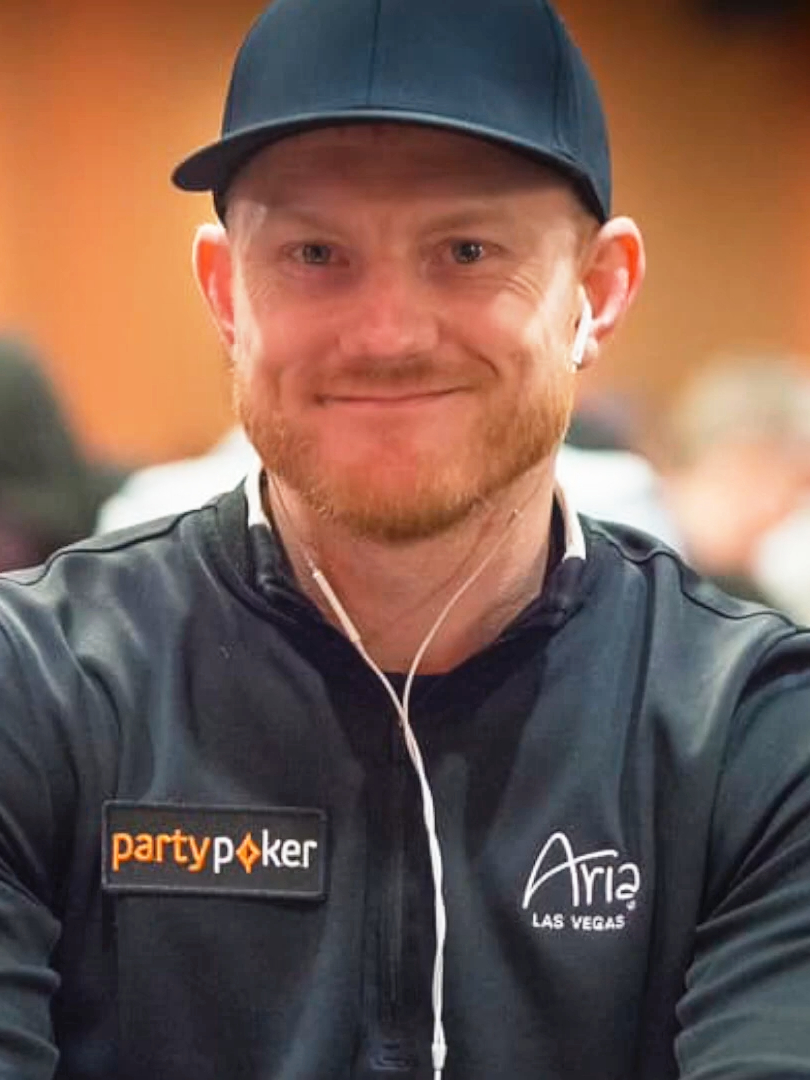
Jason Koon (2018)

Das Main Event wurde vom 1. bis 3. Oktober 2022 in No Limit Hold’em gespielt. 37 Teilnehmer zahlten den Buy-in von 50.000 US-Dollar.
| Platz | Herkunft           | Spieler             | Preisgeld (in $) | Punkte |
| ----- | ------------------ | ------------------- | ---------------- | ------ |
| 1     | Vereinigte Staaten | Jason Koon          | 666.000          | 400    |
| 2     | Spanien            | Adrián Mateos       | 444.000          | 266    |
| 3     | Vereinigte Staaten | Scott Seiver        | 296.000          | 178    |
| 4     | Vereinigte Staaten | Erik Seidel         | 203.500          | 122    |
| 5     | Vereinigte Staaten | Seth Davies         | 148.000          | 089    |
| 6     | Belarus            | Mikita Badsjakouski | 092.500          | 056    |

## Purple Jacket

### Punktesystem
Jeder Spieler, der bei einem der zehn Turniere in den Preisrängen landete, sammelte zusätzlich zum Preisgeld Punkte. Das Punktesystem orientierte sich während der gesamten PokerGO Tour am Buy-in und dem gewonnenen Preisgeld. Es wurde zu ganzen Punkten gerundet.

### Endstand
Bei Punktgleichheit war das gewonnene Preisgeld maßgeblich. Sean Winter gewann das neunte Turnier und erzielte einen zweiten Platz im siebten Event, was ihm die meisten Turnierpunkte und Preisgelder von 777.000 US-Dollar einbrachte.
| Platz | Herkunft           | Spieler              | Punkte | Preisgeld (in $) | Cashes | Siege |
| ----- | ------------------ | -------------------- | ------ | ---------------- | ------ | ----- |
| 1     | Vereinigte Staaten | Sean Winter          | 466    | 777.000          | 2      | 1     |
| 2     | Vereinigte Staaten | Jason Koon           | 449    | 747.000          | 2      | 1     |
| 3     | Vereinigte Staaten | Nick Schulman        | 360    | 473.400          | 4      | 0     |
| 4     | Vereinigte Staaten | Erik Seidel          | 309    | 418.900          | 4      | 0     |
| 5     | Kanada             | Alex Livingston      | 291    | 386.800          | 3      | 0     |
| 6     | Vereinigte Staaten | Andrew Lichtenberger | 279    | 465.750          | 1      | 1     |
| 7     | Vereinigte Staaten | Cary Katz            | 271    | 339.000          | 3      | 0     |
| 8     | Spanien            | Adrián Mateos        | 266    | 444.000          | 1      | 0     |
| 9     | Vereinigte Staaten | Jeremy Ausmus        | 242    | 242.000          | 2      | 1     |
| 10    | Vereinigte Staaten | Martin Zamani        | 223    | 223.100          | 1      | 1     |